# Lustschloss

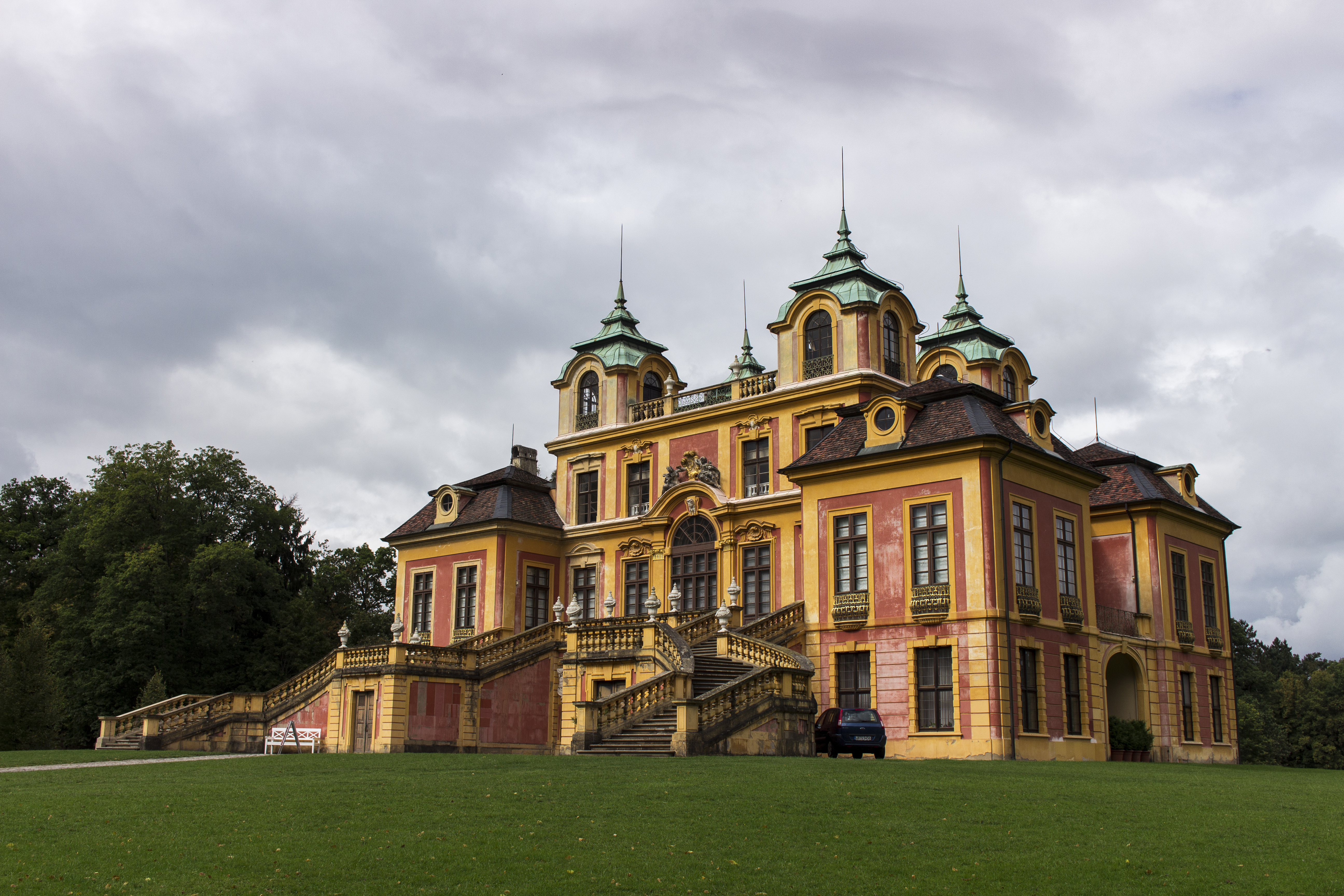
Schloss Favorite Ludwigsburg

Als Lustschloss (französisch Maison de plaisance, was sowohl „Landhaus“ als auch frei übersetzt „Lusthaus“ – von plaisir: „Lust“, „Freude“, „Vergnügen“ – bedeutet) bezeichnet man ein kleines Schloss zumeist fürstlicher Bauherren, das dem privaten Vergnügen diente und abseits von Hofzeremoniell und Staatspflichten in der Freizeit bewohnt oder besucht wurde und sich meist in der Nähe größerer Residenzen befand.

## Hintergrund
Mit dem Beginn der Renaissance erwachte im Adel der Wunsch nach repräsentativen Schlössern und langsam wurden die alten Burgen verlassen oder zu wohnlichen Residenzen nach italienischem Vorbild, unter Verwendung antiker Formensprache, umgebaut. Im Laufe der Zeit wuchsen viele Adelssitze zu großen Schlössern heran, wenn auch zumeist symbolisch noch durch Graben und Türme „befestigt“.
Vor allem in der nachfolgenden Barockzeit veränderte sich aber auch das Hofzeremoniell und dieses schlug sich auf die Architektur nieder. Die Fürsten standen immer mehr im Mittelpunkt einer aufwändigen Hofhaltung, die ihren Zenit im Absolutismus erreichte, als Ludwig XIV. mit dem Schloss von Versailles eine ländliche Residenz samt Residenzstadt schuf und damit einen neuen Schlosstypus. Die höfische Etikette nötigte die Adeligen dazu, immense Geldsummen für ihre Kleidung auszugeben und ihre Zeit vor allem auf Bällen, Diners und anderen Festlichkeiten zu verbringen, die die alltägliche Routine des Hoflebens darstellten. Der König wiederum unterhielt einen großen Angestelltenstab zur Organisation dieser permanenten Events. Kein Aristokrat, der auf die Gunst des Königs angewiesen war, konnte seine Abwesenheit riskieren. Anstatt seine regionalen Angelegenheiten zu regeln und seine dortige Macht zu behalten, wetteiferte der Adel nun um solche trivialen Ehren wie die, dem König beim Ankleiden helfen zu dürfen. Der König selbst gestaltete seinen gesamten Tagesablauf zu Ereignissen, denen beizuwohnen nach strengen Rang- und Auszeichnungskriterien gestattet wurde. Schon das Aufstehen erfolgte in drei Akten, dem «petit lever», der «première entrée» und dem «grand lever», ebenso die Einnahme der Mahlzeiten und das Zubettgehen. Auch die Gewährung von Audienzen oder die Abhaltung von Festen folgte strengen Regeln, denen die Enfilade der Räume genau entsprechen musste.
Durch das Zeremoniell hielt der „Sonnenkönig“ die Noblesse d'épée, den ranghohen und reichen Geburtsadel, beschäftigt und übertrug die verantwortungsvollen Positionen in der Staatsverwaltung der Noblesse de robe, einem neuen Amtsadel, in den auch gut ausgebildete Bürgerliche gelangen konnten, die wirtschaftlich von der Gunst des Herrschers abhängig waren. So ruhte die politische Macht fest in der Hand des Königs. Hauptsächlich deshalb fand der Grand Goût des Schlossbaus (und der Parkgestaltung) von Versailles in ganz Europa bei regierenden Fürsten Nachahmung, ebenso wie das Hofzeremoniell. Die Residenzen dienten nicht etwa als Orte für das persönliche Vergnügen der Herrscher, sondern waren politisches Machtinstrument. Durch die ständige Bindung des Hochadels und Adels an den Hof gerieten diese mächtigen Häuser nicht nur in persönliche Abhängigkeit vom König, sondern wurden ebenso von Machtansprüchen oder gar Rebellionen ferngehalten, wie sie Ludwig XIV. in seiner Jugend mit der Fronde noch selbst erlebt hatte. Der Regent war außerdem von zahlreichen Beamten, Generälen, Gesandten, Künstlern, Musikern, Dienern und Bittstellern umgeben und die Residenzen quollen vor Menschen förmlich über.

## Entwicklung

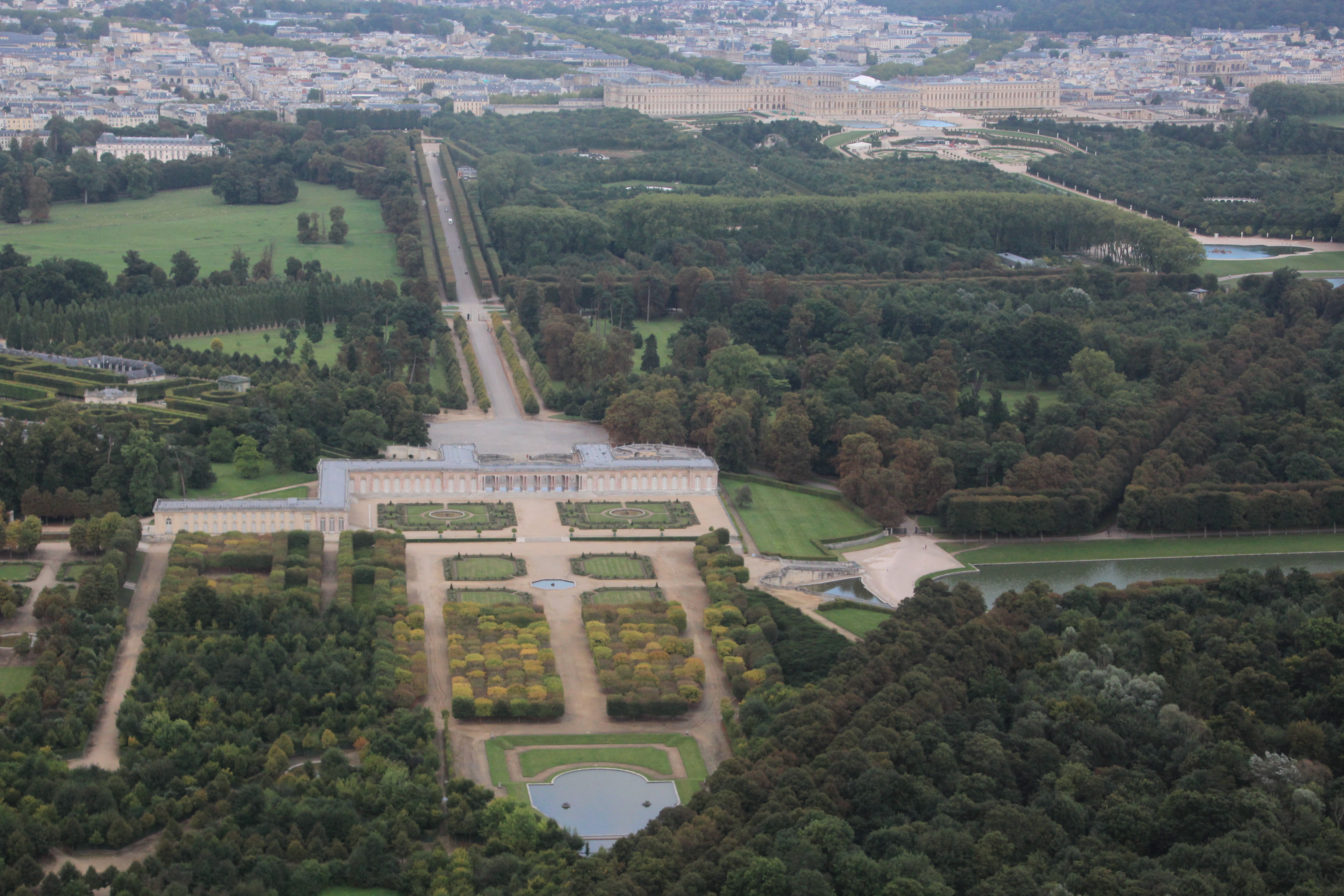
Das Grand Trianon, rechts im Hintergrund das Schloss Versailles

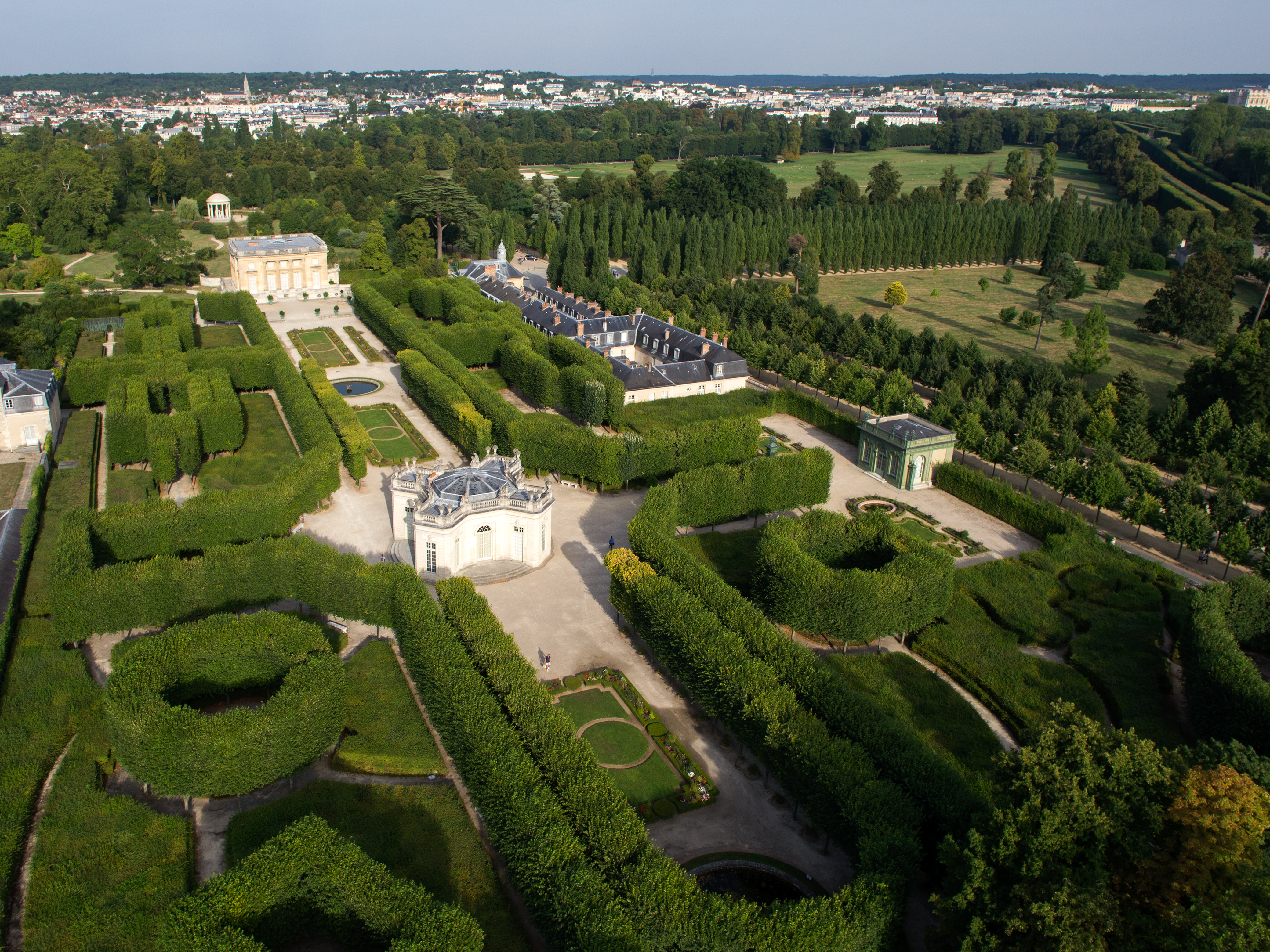
Das Kleine Trianon im Park von Versailles (hinten, vorn der Pavillon français)

Die Herrschergeneration nach Ludwig XIV. verspürte jedoch den Wunsch, nicht mehr ununterbrochen eine bühnenreife Rolle im Hofzeremoniell spielen zu müssen, sondern neben allen Pflichten auch ein individuelles Leben führen zu dürfen. Der Wunsch nach mehr Intimität führte nun – neben den traditionellen Residenzbauten – vermehrt auch zum Bau von Lustschlössern, zu denen nicht die ganze Hofgesellschaft, sondern nur ein enger Zirkel Zutritt hatte. Jacques-François Blondel machte sich 1737 mit seinem Buch über die Lustschlösser, De la distribution des maisons de plaisance et de la décoration en général, zum Wortführer dieser Generation. Das Buch diente oft als Vorlage. Charles-Étienne Briseux folgte 1743 mit dem zweibändigen L’Art de bâtir les maisons de campagne. Ludwig XIV. selbst hatte bereits mit seinem Schloss Marly-le-Roi (1679–1686) und dem Grand Trianon im Park von Versailles (1687–1688) die hochbarocken Vorbilder auch für diesen Schlosstypus geschaffen. Das Dresdner Palais im Großen Garten entstand ab 1679 zeitgleich mit Marly. In der Epoche zuvor hatte es vereinzelt bereits vergleichbare Bauten gegeben, etwa das Queen’s House von Königin Anna in Greenwich, einen stilistisch seinerzeit revolutionären Bau, den Inigo Jones 1616 entworfen hatte.
In diese maisons de plaisance konnten sich die Fürsten mit ihrer Familie oder ihren Mätressen zurückziehen, hier konnten sie sich der Muße und dem Vergnügen widmen und private Gäste einladen. Lustschlösser waren vor allem Orte kleinerer Feste, Diners, des Tanzes und der Musik, oft auch der Literatur und der Malerei. Sie waren meist nicht ständige Wohnsitze, sondern Ausflugsorte, ähnlich wie die Jagdschlösser, die allerdings nur diesem speziellen Zweck dienten. Damit bildeten sie den Gegensatz zur eigentlichen Residenz, welche häufig in der Nähe lag, den Staatsgeschäften diente und wo stets die Etikette gewahrt werden musste.
Höhepunkte dieser Form der Schlossbaukunst waren, wie bei den großen Residenzbauten, ebenfalls das Barock und anschließend das Rokoko. Letzteres konnte sich mit seinen zierlichen Dekorationen in der Kleinform der «petite maison» ideal entfalten. Die Lustschlösser, häufig versteckt gelegen in weitläufigen Schlossparks, zeichneten sich meist durch eine besonders reichhaltige und wertvolle Ausstattung aus; gleichzeitig wurden die Zimmer und Salons intimer und bequemer. Aus der besonderen Funktion ergaben sich neue formale Typologien. Anders als bei den Residenzschlössern war hier meist das Erdgeschoss das Hauptgeschoss, in dem die wichtigen Raumfunktionen angeordnet wurden, um den Garten als erweiterten Wohnbereich nutzen zu können. Wenn es ein Sockelgeschoss gab, führte meist eine Freitreppe vom Hauptgeschoss in den Garten.
In der Mittelachse liegen gewöhnlich Vestibül und Gartensaal, links und rechts schließen sich – wie bei den Residenzen, aber mit weniger und kleineren Räumen – die «Appartements doubles» an, für den Schlossherrn und seine Gemahlin. Die wichtigeren Zimmer liegen in der Enfilade an der Gartenseite, die untergeordneten Räume an der Hofseite. In den zentralen Wandzwischenräumen konnten Alkoven, Schränke, diskrete Türen, Kammern für den Leibstuhl sowie Kachelöfen eingebaut werden, welche von rückwärtigen Räumen befeuert wurden, damit das Personal nicht störte. Zu den Appartements gehörte üblicherweise ein Speisesaal, eine Chambre mit Paradebett sowie ein Cabinett. Bisweilen wurden die Lustschlösser durch Gartenpavillons ergänzt, wie den Pavillon français am Petit Trianon.
An vielen Bauten haben bedeutende Künstler der jeweiligen Region gearbeitet. Gleichzeitig mit dem als Prototyp geltenden Marly-le-Roi wurde bereits das Palais im Großen Garten in Dresden errichtet (1678–83), später das Mainzer Lustschloss Favorite (1700–22), das Schloss Monbijou in Berlin (1703–1706), die Rastatter Favorite (1710–1730), die Ludwigsburger Favorite (1717–1723), das Jagdschloss Falkenlust in Brühl (1729–1740), das Weimarer Belvedere (1724–1744), das Jagdschloss Clemenswerth (1737–47) und die Amalienburg im Park von Schloss Nymphenburg (1734–1739); letztere dienten ebenfalls als Jagdschlösschen, von deren Dachbalkon aus man auf vorübergetriebenes Wild schoss. 1743–1761 entstand Schloss Wilhelmsthal bei Kassel, 1755–1773 Schloss Benrath bei Düsseldorf und 1760/1761 das Jagdschloss Baum bei Bückeburg.

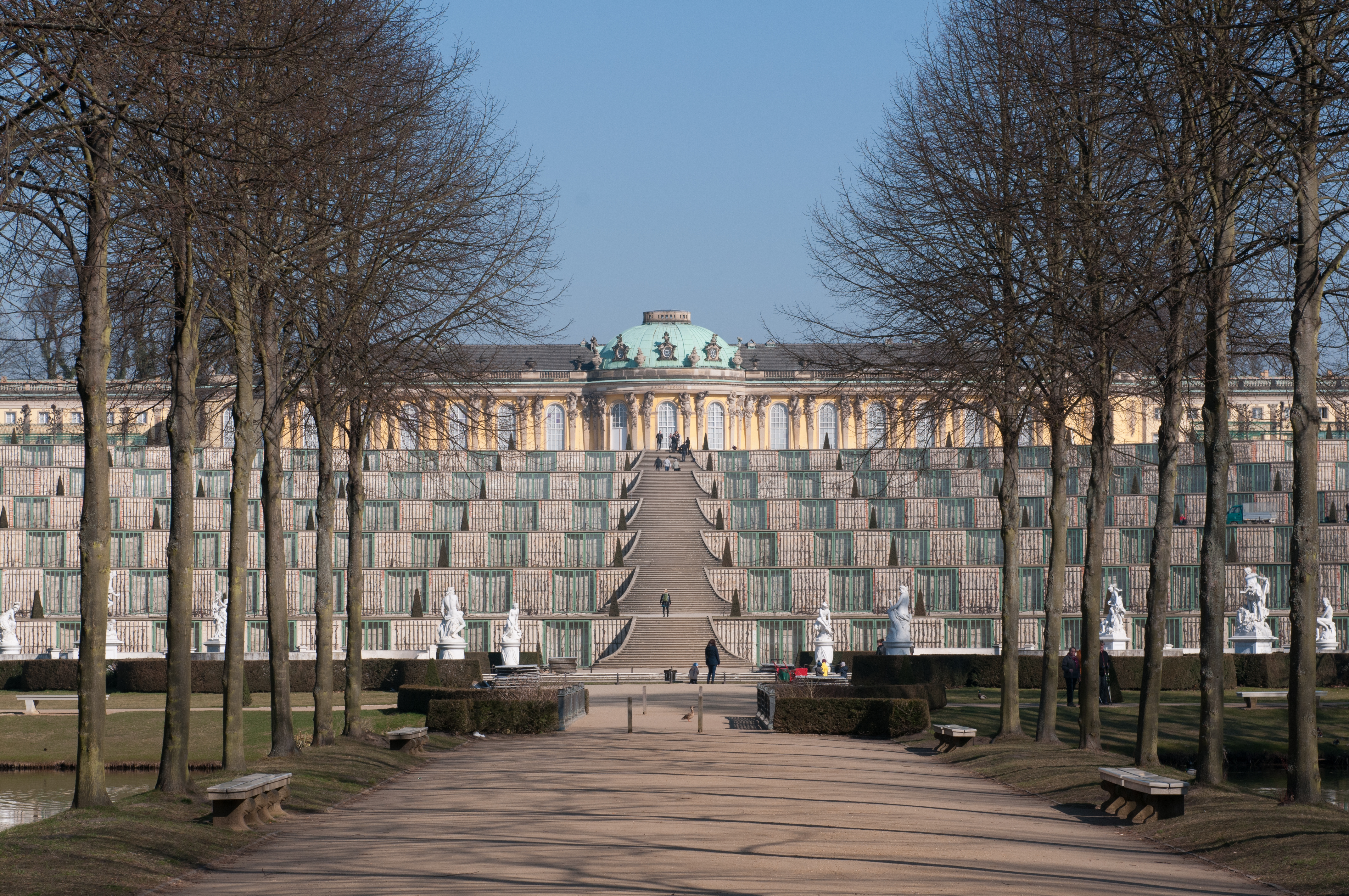
Schloss Sanssouci

Friedrich der Große war insofern ein Sonderfall, als er sich nach dem Siebenjährigen Krieg von Hofleben und Etikette fast ganz zurückzog, ein Leben «en philosophe» im engen Freundeskreis führte und hierzu von März bis Oktober sein Lustschloss Sanssouci bewohnte, das er ab 1745 unter der Bezeichnung «Vigne» (Weinberghaus) hatte errichten lassen. Nur für die Wintermonate bezog er das Potsdamer Stadtschloss, da Sanssouci nicht unterkellert und daher fußkalt ist; das Berliner Schloss besuchte er meist nur noch während der Ballsaison nach Neujahr; dort musste seine Frau (die in Sanssouci keinen Zutritt hatte) viele Repräsentationspflichten stellvertretend für den Monarchen erfüllen. Für Gäste und Festlichkeiten ließ er im Park seines Lustschlosses aber noch einmal einen großen, klassisch-barocken Palastbau errichten, das Neue Palais (1763–1769) – zeitlich also umgekehrt zur üblichen Baureihenfolge. Eine Besonderheit Sanssoucis, im Gegensatz zu den meisten Lustschlössern französischer Prägung, ist jedoch die Gestaltung der Gesamtanlage entsprechend den Vorgegebenheiten einer bewegten Landschaft, die Umwandlung eines kahlen Sandhügels in einen terrassierten Weinberg mit verglasten Pflanzräumen, die Schaffung von Point de vues nach den beiden Talseiten. Eine ähnlich dominierende Lage haben nur das Obere Belvedere in Wien (1720–1725) und das Schloss Solitude bei Stuttgart (1763–1769), welches jedoch auf hohem Sockel weniger intim erscheint als das einstöckige und ebenerdige Sanssouci, dessen Vorbild Benrath folgte. Der Stil der Lustschlösser unterlag natürlich den Wandlungen des Zeitgeschmacks, so wurde gleichzeitig mit dem spätbarocken Potsdamer Neuen Palais ab 1763 bereits das Schloss Wörlitz als frühklassizistischer Bau nach englischem Vorbild errichtet, integriert in einen englischen Landschaftsgarten. Ein weiteres klassizistisches Beispiel ist das in Trier 1779–1783 erbaute Schloss Monaise. In Potsdam entstand 1787–1793 im neuen Stil das Marmorpalais und ab 1840 das Schloss Charlottenhof.
Der Rückzug der Herrscher in ihre Lustschlösser konnte aber auch politische Folgen haben: Den französischen Königen wurde ihr erstes Lustschloss im Park von Versailles, das noch recht weitläufige Grand Trianon, bald zu sehr von der Hofgesellschaft überlaufen, sodass sich Ludwig XV. das Petit Trianon schuf. Der nachfolgenden Königin Marie-Antoinette aber war selbst dieses noch zu zugänglich und so schuf sie sich mit dem Hameau de la Reine einen künstlichen Bauernhof am Rand des Versailler Parks, in den sie sich mit ihren engsten Günstlingen zurückzog, um kaum noch bei Hofe zu erscheinen, geschweige denn in der Hauptstadt Paris. Nicht zuletzt dies machte sie bei Aristokratie und Volk höchst unbeliebt und trug zum Ausbruch der Französischen Revolution bei, die sie und ihren Mann Ludwig XVI. schließlich Thron und Leben kostete.

## Beispiele

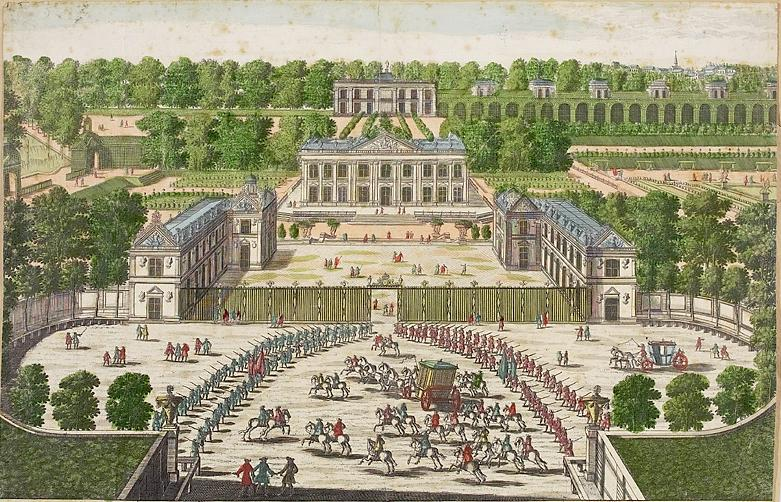
Schloss Marly-le-Roi, abgerissen 1808 bis 1816, nahe Marly-le-Roi, Frankreich
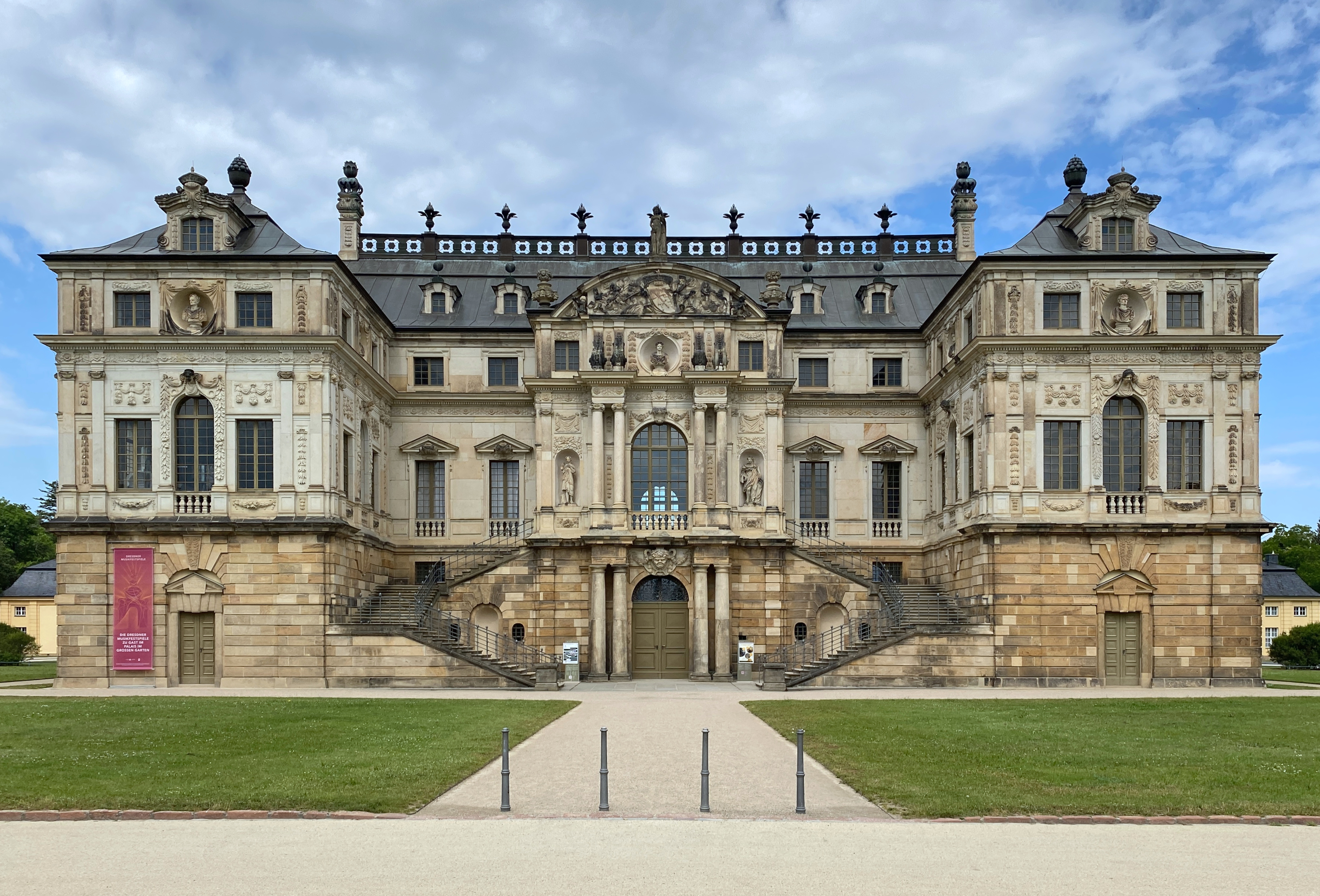
Palais im Großen Garten, Dresden
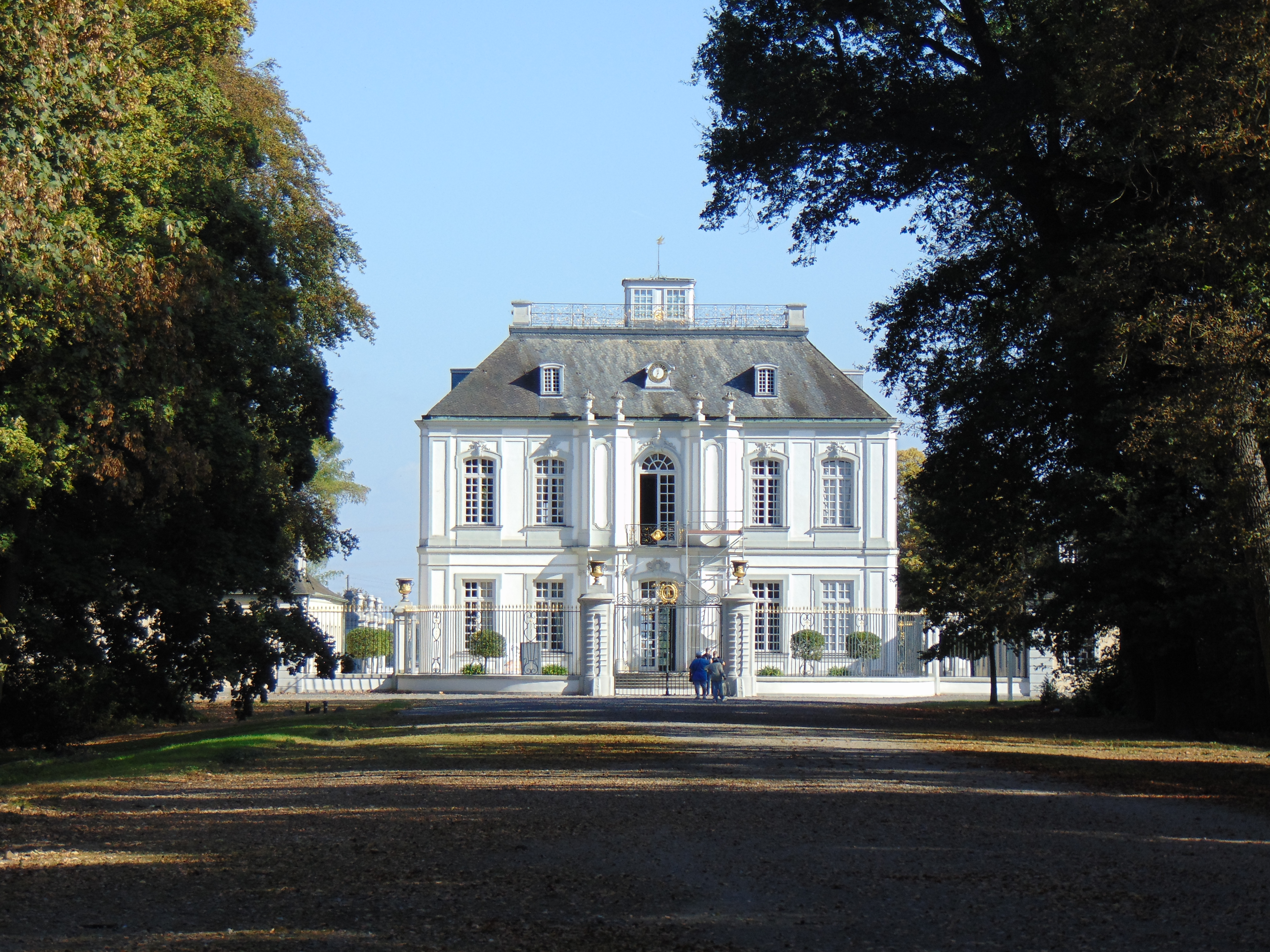
Jagdschloss Falkenlust, Stadt Brühl/Nordrhein-Westfalen
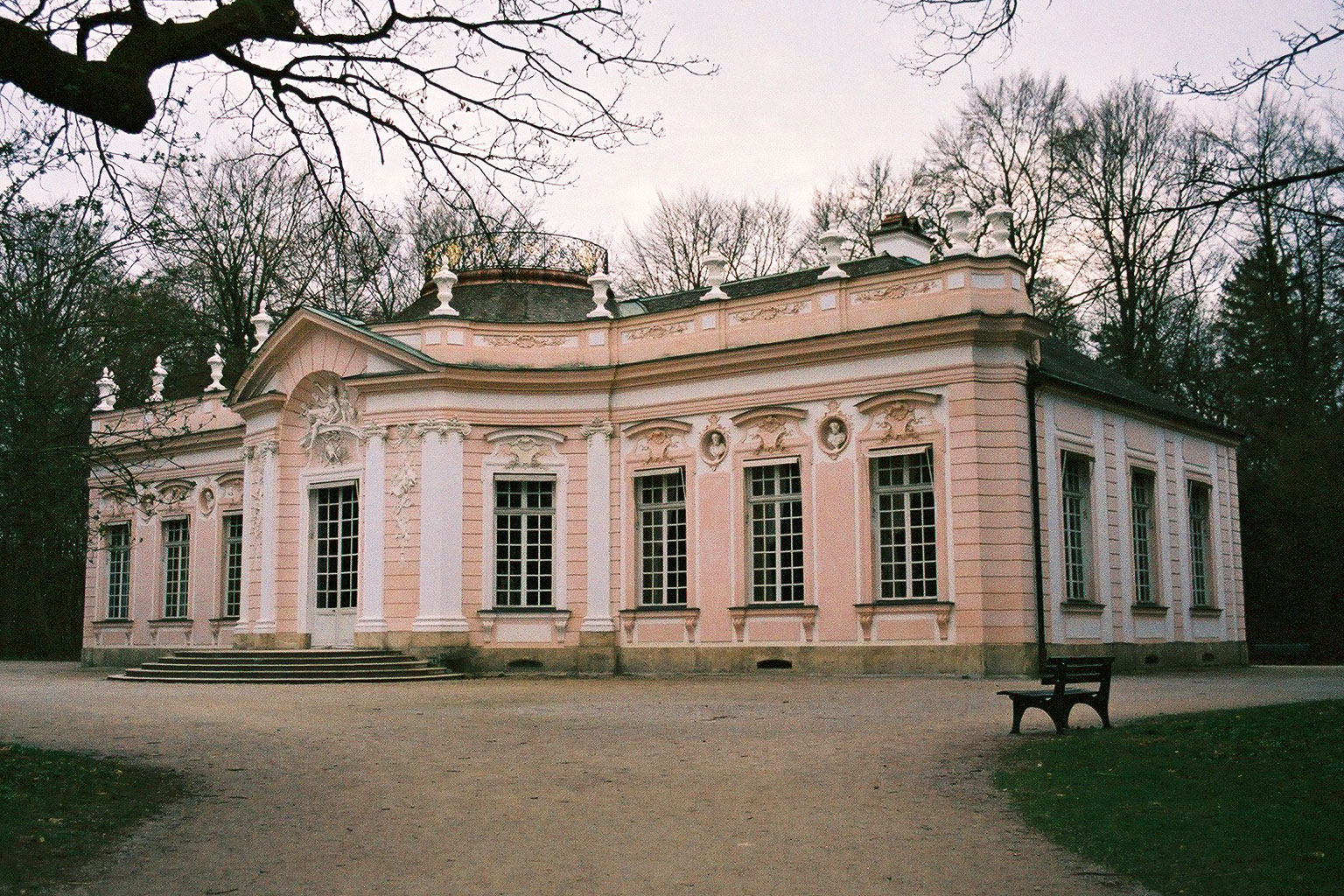
Amalienburg, im Schlosspark Nymphenburg, München
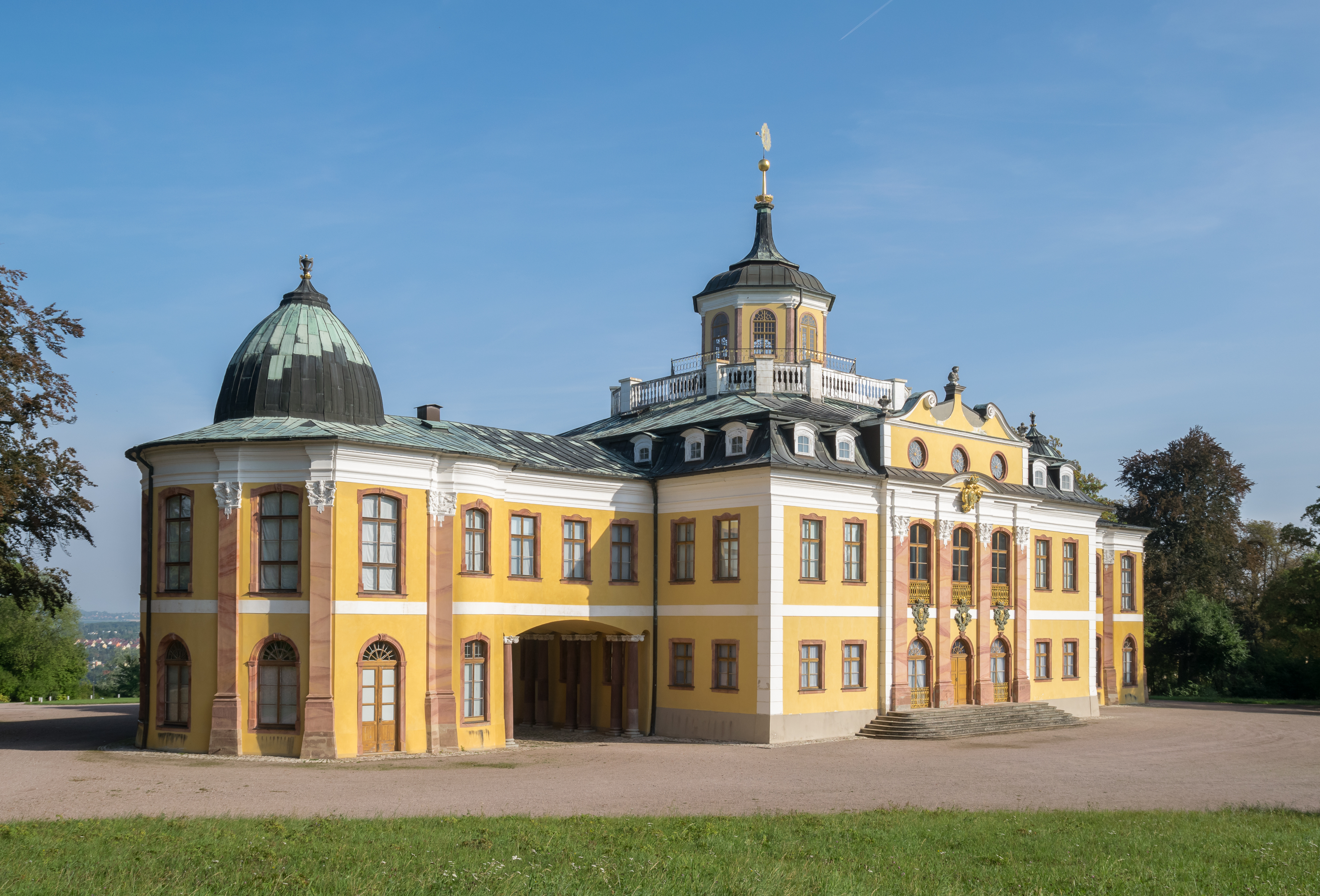
Belvedere Weimar, Weimar
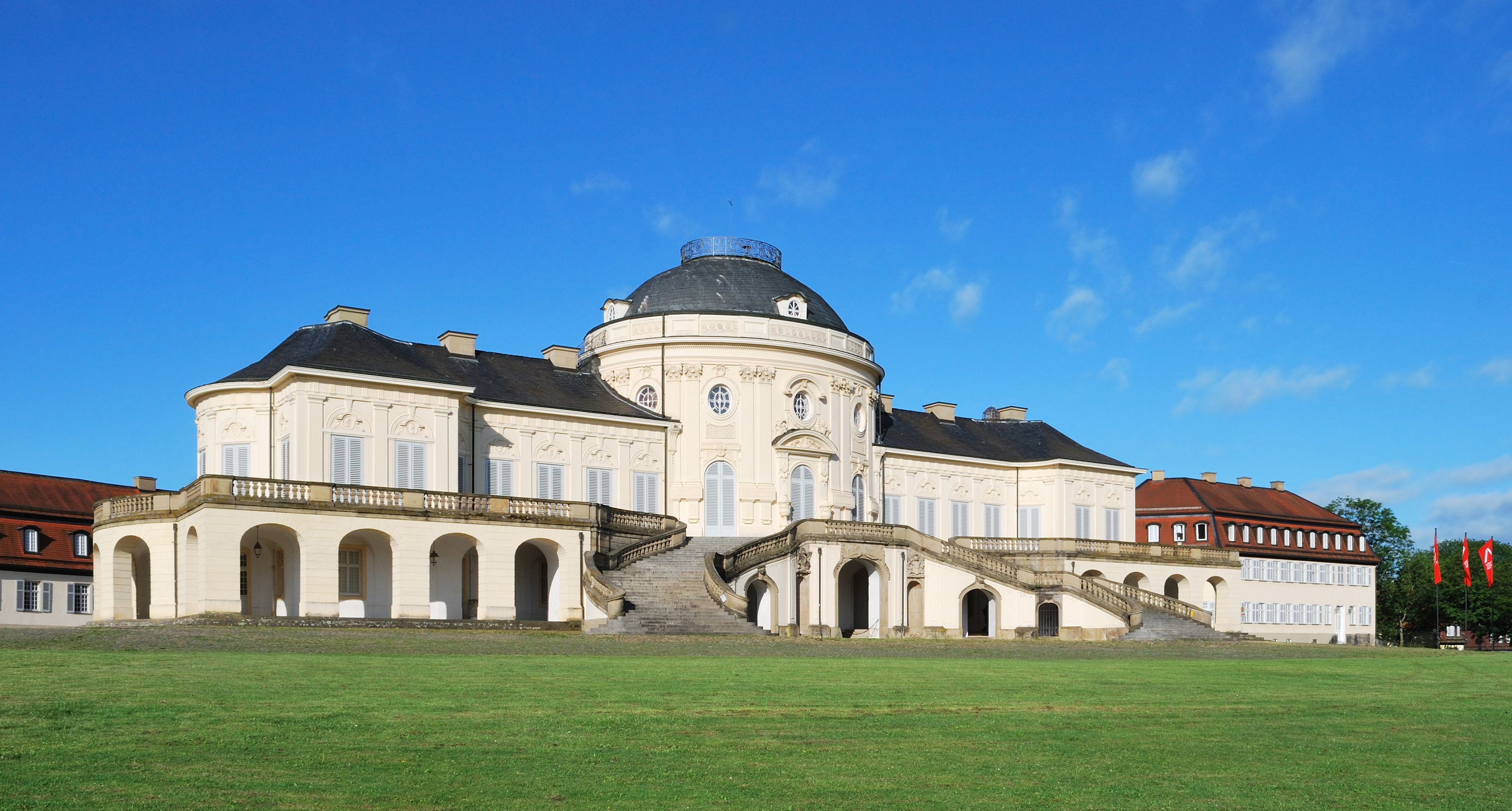
Schloss Solitude, Stuttgart
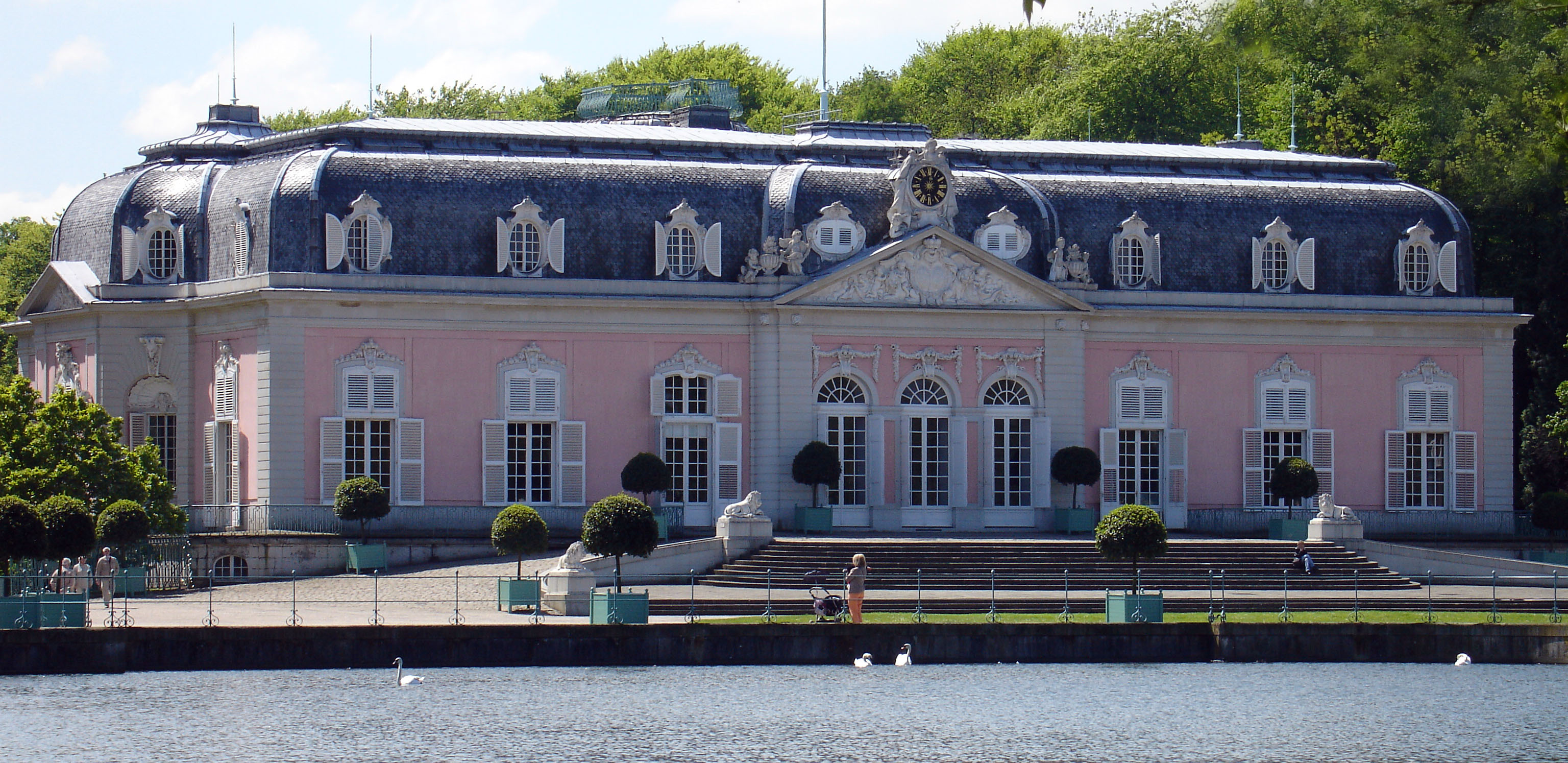
Schloss Benrath, Düsseldorf
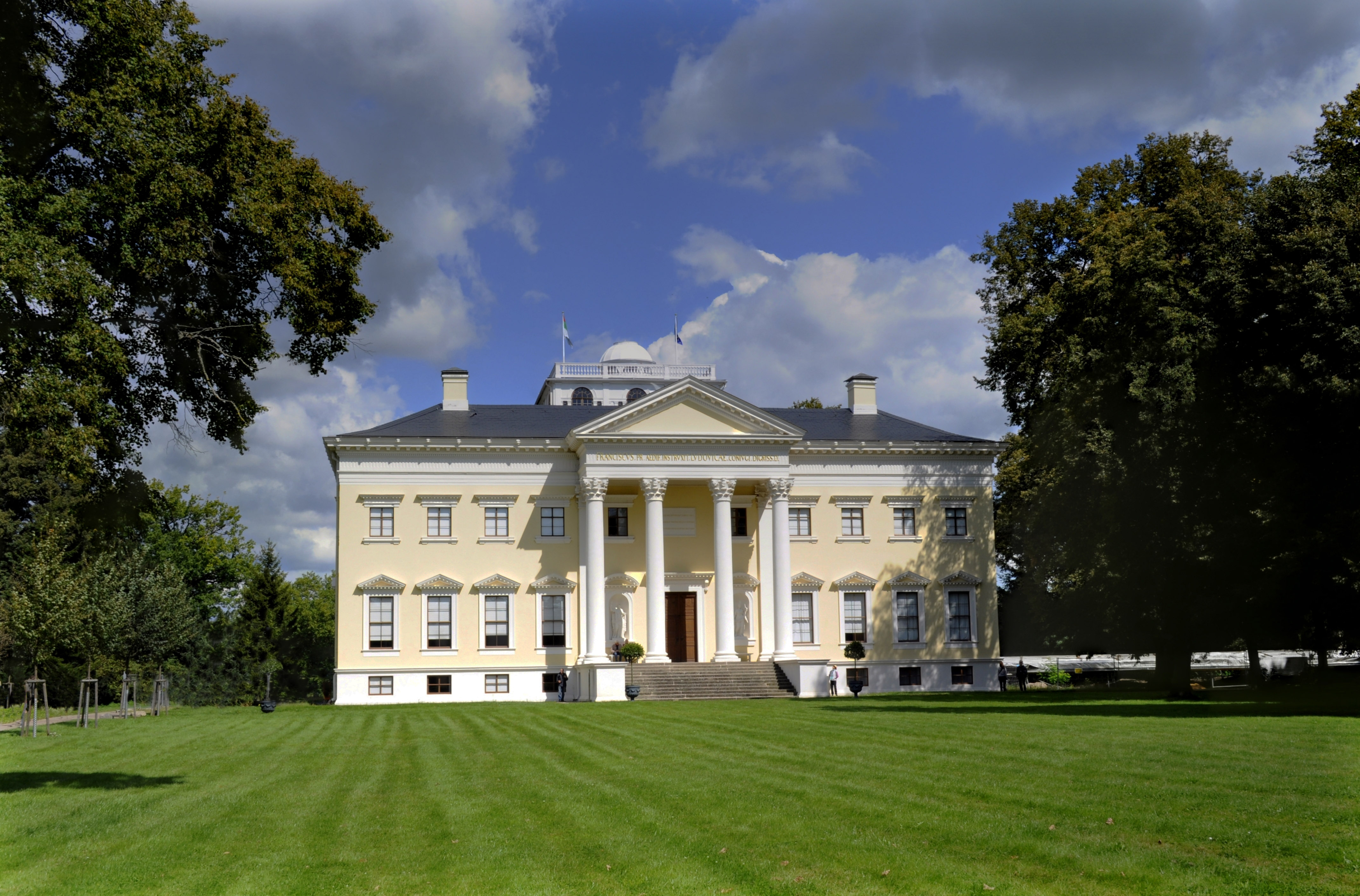
Schloss Wörlitz, Oranienbaum-Wörlitz, Sachsen-Anhalt
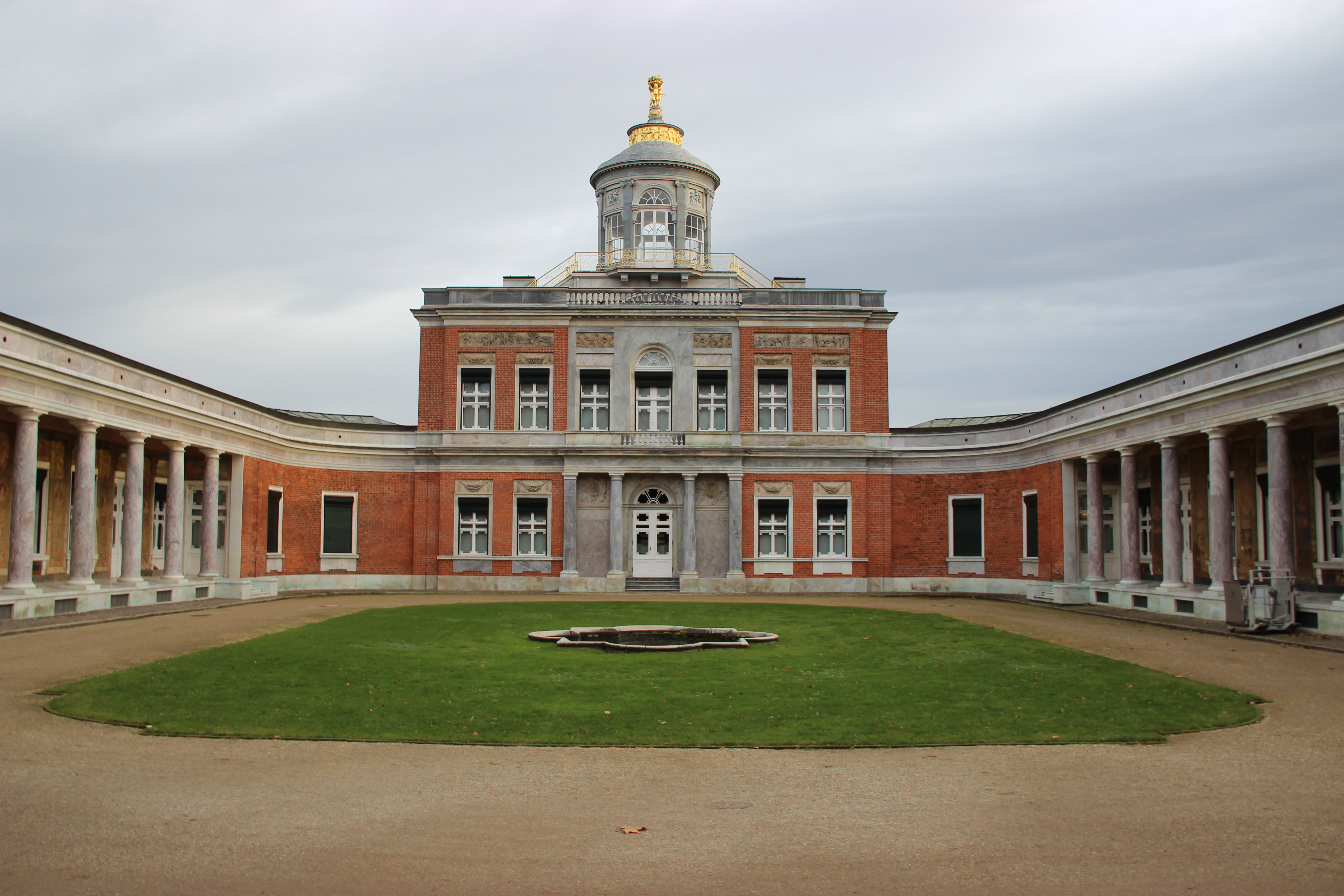
Marmorpalais, Potsdam
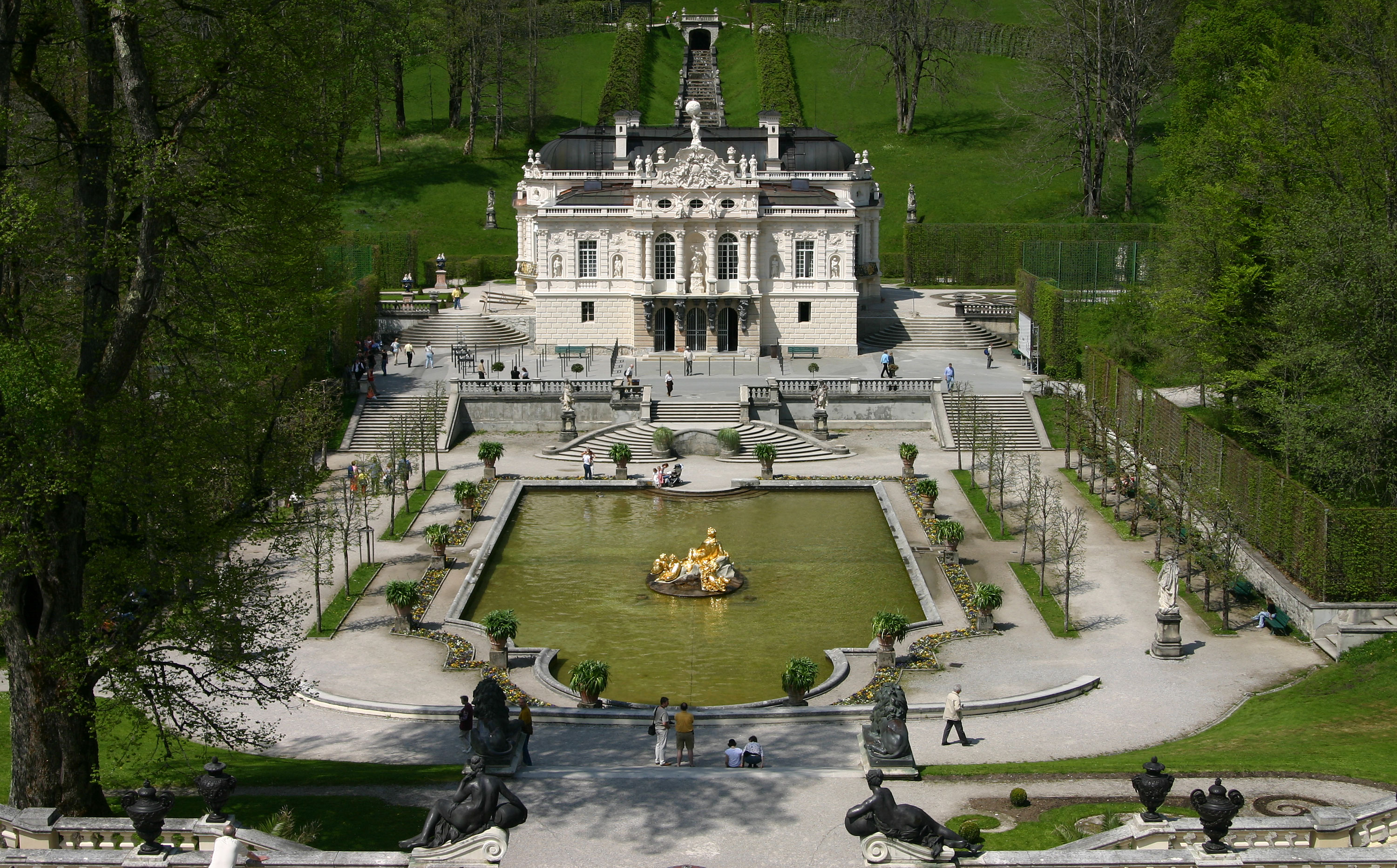
Schloss Linderhof, Gemeinde Ettal, Bayern
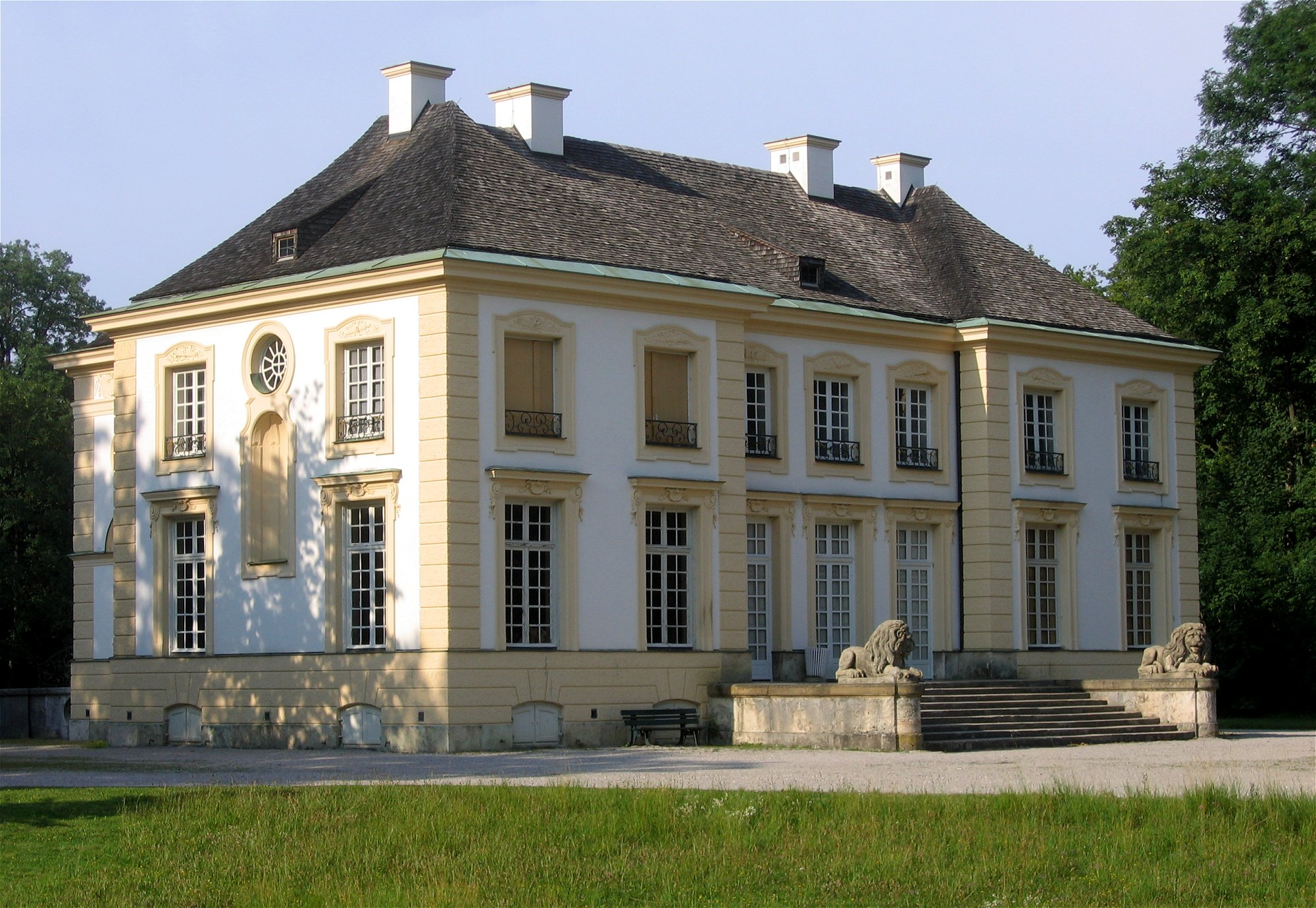
Badenburg, im Schlosspark Nymphenburg, München
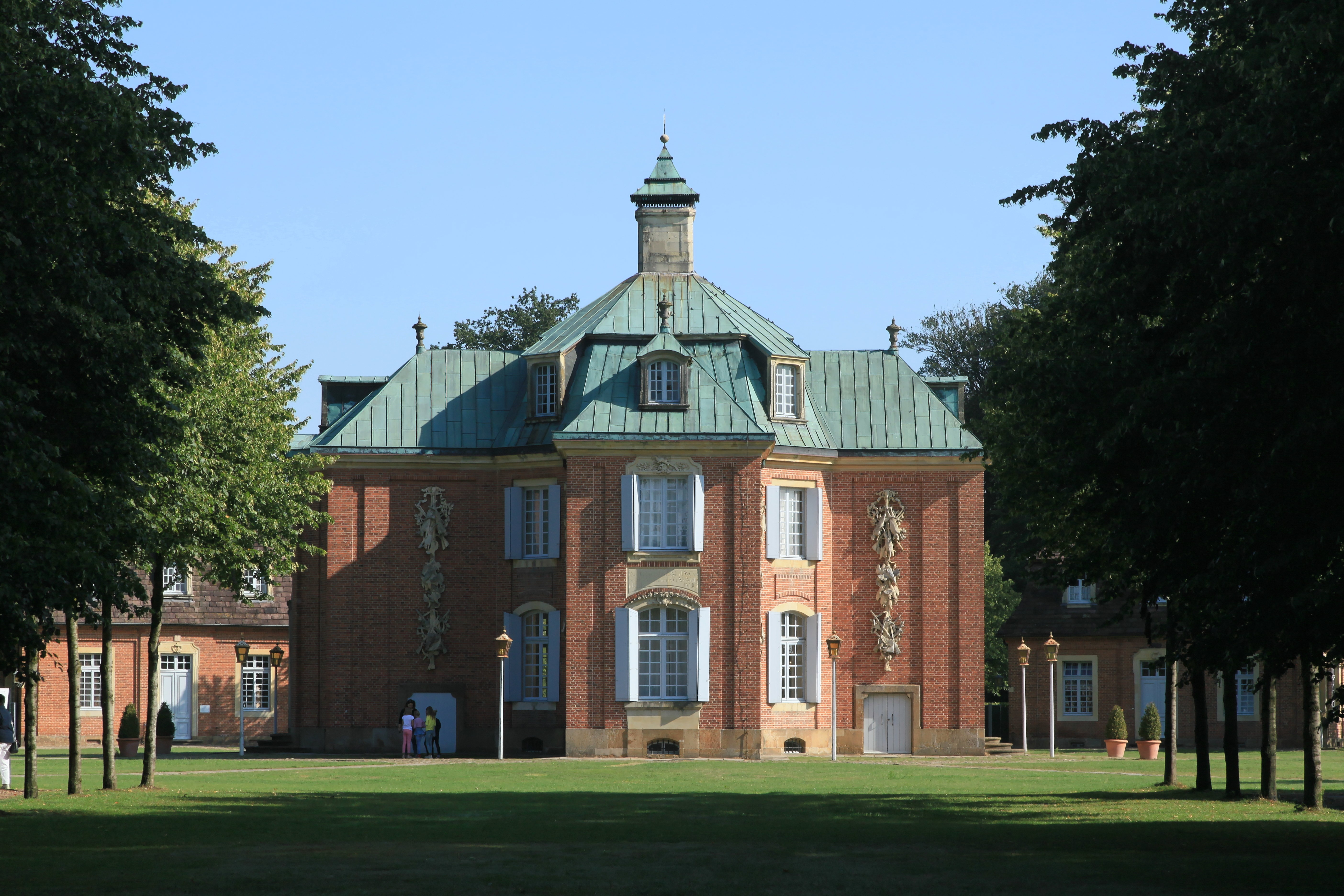
Jagdschloss Clemenswerth, Gemeinde Sögel, Emsland

## Abgrenzung und Vorläufer
Der Begriff Lustschloss ist eine Übersetzung der französischen Maison de Plaisance und bezieht sich im Allgemeinen auf die kleinen fürstlichen Refugien der Barock- und Rokokozeit und des Klassizismus. Nicht so bezeichnet werden hingegen die zeitgleichen, oft auch stilistisch ähnlichen Landschlösser des niederen Adels, da diese zwar dem Wohn- und Repräsentationsbedürfnis eines Grundherren (daher auch Herrenhaus genannt), nicht aber dem Rückzug eines Landesherren von seinen Herrscherpflichten (und damit seinem puren „Vergnügen“) dienten.
Königliche Land- und Jagdschlösser gab es schon im Mittelalter (Schloss Vincennes, Castel del Monte, Windsor Castle). Auch die Renaissancezeit kannte große oder kleine fürstliche Landschlösser und Jagdsitze (Hampton Court, Fontainebleau, Blois, Amboise, auch mit üppigen Parkanlagen wie die Villa d’Este). In der Barockzeit entstanden dann überall in Europa die weitläufigen ländlichen Residenzen à la Versailles, die der Aufnahme einer kompletten Hofgesellschaft samt all ihren zeremoniellen Funktionen dienten (Schönbrunn, Nymphenburg, Schleißheim, Ludwigsburg, Schwetzingen, Brühl, Nordkirchen, Het Loo, Drottningholm, Peterhof, Zarskoje Selo, Caserta usw.). In der Umgebung dieser Paläste entstanden dann zumeist die Lustschlösser. Ihre direkten Vorläufer haben diese in Italien, im einfachen casino oder auch casino di caccia (Jagdschlösschen) der Renaissancezeit sowie in den aufwändigeren Varianten, etwa den ländlichen Medici-Villen der Toskana oder den venezianischen Villen des Palladio, die ihrerseits von den antiken Formen der villa urbana und der villa rustica beeinflusst waren.
Zwar konnten Lustschlösser unter anderem auch der Jagd dienen, sie sind aber zu unterscheiden von Jagdschlössern, die ausschließlich diesem Zweck dienten, insbesondere den großen höfischen „Jagdpalästen“, die zur Abhaltung mehrtägiger Hofjagden mit zahlreichen hohen Gästen und deren Gefolge vorgesehen und daher entsprechend dimensioniert waren (Fontainebleau etwa oder die kursächsischen Jagdschlösser Augustusburg, Moritzburg und Hubertusburg). Nicht als Lustschlösser bezeichnet werden zumeist auch die kleineren fürstlichen Landschlösser des Historismus, obgleich sie als Rückzugsorte ähnliche Funktionen erfüllten. Doch entsprachen sie nicht mehr dem französischen Typus der Maison de Plaisance und deren italienischen Renaissancevorläufern, sondern waren stilistisch von den Burgen des Mittelalters inspiriert; auch befanden sie sich oft abseits der großen Residenzen. Ausnahmen sind beispielsweise das Gotische Haus im Wörlitzer Park (1786/87) oder die Löwenburg im Kasseler Bergpark Wilhelmshöhe (1793); diese sind Lustschlösser im Stil frühester Neugotik. Der bayerische König Ludwig II. imitierte drei Schloss-Varianten: mit Neuschwanstein eine Burg, mit Herrenchiemsee einen Palast und mit Linderhof ein Lustschloss, das er allerdings ganzjährig als Hauptwohnsitz nutzte.
Ebenfalls zu unterscheiden sind Lustschlösser von Staffagebauten oder Follies, die oft als Blickfang (Point de vue bzw. Aussichtsort) dienen, bisweilen aber auch versteckt liegen und hauptsächlich als Ziele für Spaziergänge, Ausritte oder Kutschfahrten dienten. Sie bieten keine echte Wohnmöglichkeit, da sie oft nur aus einem einzigen Raum bestehen und in der Regel auch keine Wirtschaftsräume haben. Dazu zählen exotische Pavillons (etwa im maurischen oder chinoisen Stil), künstliche Ruinen, künstliche Grotten, Einsiedeleien, Parkhütten, Aussichtstürme, Pagoden, Glorietten etc.